# Etüden (Skrjabin)
Skrjabins Etüden sind Klavierwerke von Alexander Nikolajewitsch Skrjabin. Bis auf das frühe cis-Moll-Stück entstanden die 24 Etüden zwischen 1894 und 1912.

## Opus 2, Nr. 1
Mit 15 Jahren schrieb Skrjabin das vollklingende und vorausweisende Stück in cis-Moll.
- Etüde Op. 2 Nr. 1 cis-Moll anhörenⓘ/?

## Opus 8
Skrjabin komponierte die zwölf Stücke 1894 im Alter von 23 Jahren. Sie sind eine Ehrerbietung an Frédéric Chopin. Als die gehaltvollsten russischen Etüden sind sie Chopins Etüden ebenbürtig. Mehr als bei Chopin werden die spieltechnischen Probleme den künstlerischen und musikalischen Absichten untergeordnet. Sinnlichkeit, Farbe und Wärme der Etüden sind leicht zu „zerdonnern“.
- Nr. 1, Cis-Dur, 4/4 – Allegro
- Nr. 2, fis-Moll, 4/4 – A capriccio, con forza: Mehrstimmige Quintolen und Triolen mit weiten Bässen[2]
- Nr. 3, h-Moll, 6/8 – Tempestoso
- Nr. 4, H-Dur, 4/4 – Piacevole: wechselnde Quintolen und Triolen, bezaubernd[3]
- Nr. 5, E-Dur, 4/4 – Brioso
- Nr. 6, A-Dur, 3/4 – Con grazia: Sexten
- Nr. 7, b-Moll, 4/4 – Presto tenebroso, agitato: düstere Synkopen
- Nr. 8, As-Dur, 3/4 – Lento (Tempo rubato)
- Nr. 9, gis-Moll, 4/4 – Alla ballata: Oktaven, erinnert an Chopins g-Moll-Prélude
- Nr. 10, Des-Dur, 3/8 – Allegro: launige Terzen mit weiten Bässen
- Nr. 11, b-Moll, 3/4 – Andante cantabile: reiche Mittelstimmen[4]
- Nr. 12, dis-Moll, 4/4 – Patetico: populärer „Reißer“, weite Triolen mit Oktavsprüngen im Bass

## Opus 42
Die acht Etüden entstanden 1903. An Chopin oder Liszt erinnert nichts mehr. Charakteristisch ist das Spiel mit Sekunde und Septime, das die Tonart bis zum harmonischen Schluss in der Schwebe hält. Die komplizierte Polyrhythmik, Agogik und Pedalisierung sind künstlerische Herausforderungen erster Ordnung. Die sinnlichen Reize verführen Dilettanten, die technischen Virtuosen (Nr. 5).
- Nr. 1, Des-Dur, 3/4 – Presto: Septimentriolen gegen weitläufige Quintolen, Mittelteil in H-Dur, B-Dur und A-Dur, „vielleicht die schönste Skrjabin-Etüde“[5]
- Nr. 2, fis-Moll, 2/4 – Viertel = 112 / Presto
- Nr. 3, Fis-Dur, 6/8 – Prestissimo: Sechzehnteltriolen auf jedem Achtel, ppp!
- Nr. 4, Fis-Dur, 2/4 – Andante, cantabile
- Nr. 5, cis-Moll, 12/8 – Affanato: opernhaftes Drama[6]
- Nr. 6, Des-Dur, 3/4 – Esaltato: erregendes Gegenstück zu Chopins op. 25.1
- Nr. 7, f-Moll, 2/4 – Agitato
- Nr. 8, Es-Dur, 4/4 – Allegro

## Opus 65
Skrjabin schrieb die drei unvergleichlichen Etüden 1911/12, wenige Jahre vor seinem Tod. Voller Dissonanzen und an der Grenze zur Atonalität, sind sie von reinster Schönheit. Ebenso unvergleichlich sind die Einspielungen von Igor Michailowitsch Schukow.
- Nr. 1, 12/16 / 6/16 / 6/8 – Allegro fantastico: große Nonen[7]
- Nr. 2, 4/4 – Allegretto: große Septimen[7]
- Nr. 3, 2/4– Molto vivace / Impérieux: reine Quinten[7]